# Craig (Nebraska)
Craig est un village du comté de Burt, dans l'État du Nebraska, aux États-Unis. En 2020, il comptait une population de 202 habitants.